# کاسینا برونا (متروی میلان)
کاسینا برونا (انگلیسی: Cascina Burrona) یک ایستگاه حومه شهری در خط ۲ مترو میلان است که در روستایی به همین نام واقع است.